# Dorfkirche Krügersdorf

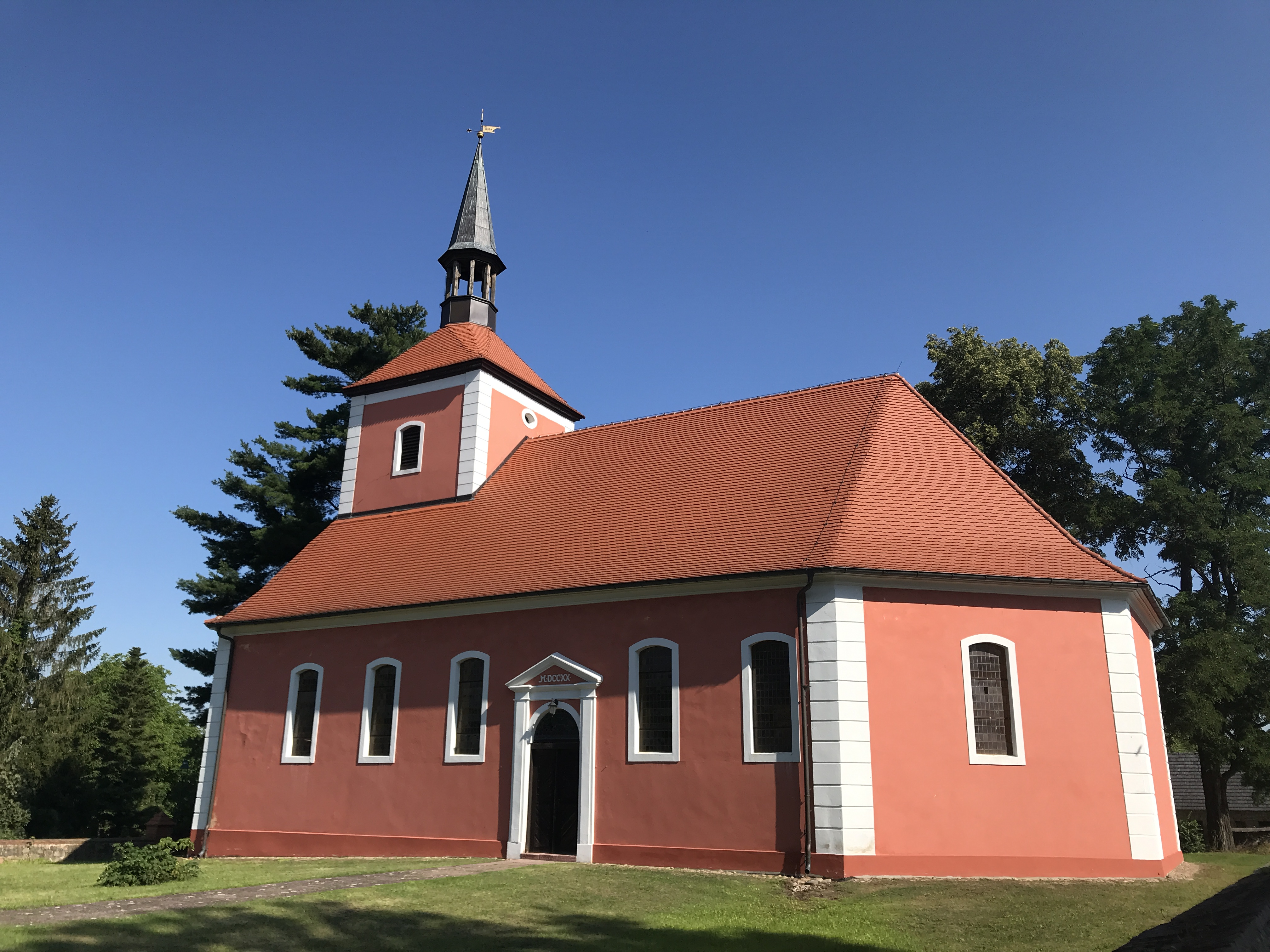
Dorfkirche Krügersdorf

Die evangelische Dorfkirche Krügersdorf ist eine barocke Saalkirche in Krügersdorf,
einem Ortsteil der Stadt Beeskow im Landkreis Oder-Spree im Land Brandenburg. Die Kirchengemeinde gehört zum Kirchenkreis Oderland-Spree der Evangelischen Kirche Berlin-Brandenburg-schlesische Oberlausitz.

## Lage
Die Bundesstraße 246 führt in West-Ost-Richtung nördlich am historischen Dorfanger vorbei. Von ihr zweigt die Kirchstraße ellipsenförmig in südlicher Richtung ab. Dort steht mittig die Kirche auf einem leicht erhöhten Grundstück mit einem Kirchfriedhof, der mit einer Mauer aus unbehauenen und nicht lagig geschichteten Feldsteinen eingefriedet ist.

## Geschichte
Das Bauwerk entstand im Jahr 1720. In den 1880er Jahren erhielt die Kirche insgesamt 13 bleiverglaste Kirchenfenster als Stiftung. Von 2000 bis 2002 wurde die Gebäudehülle saniert, 2007 und 2008 die Ost- und Westempore sowie der Taufengel.

## Baubeschreibung

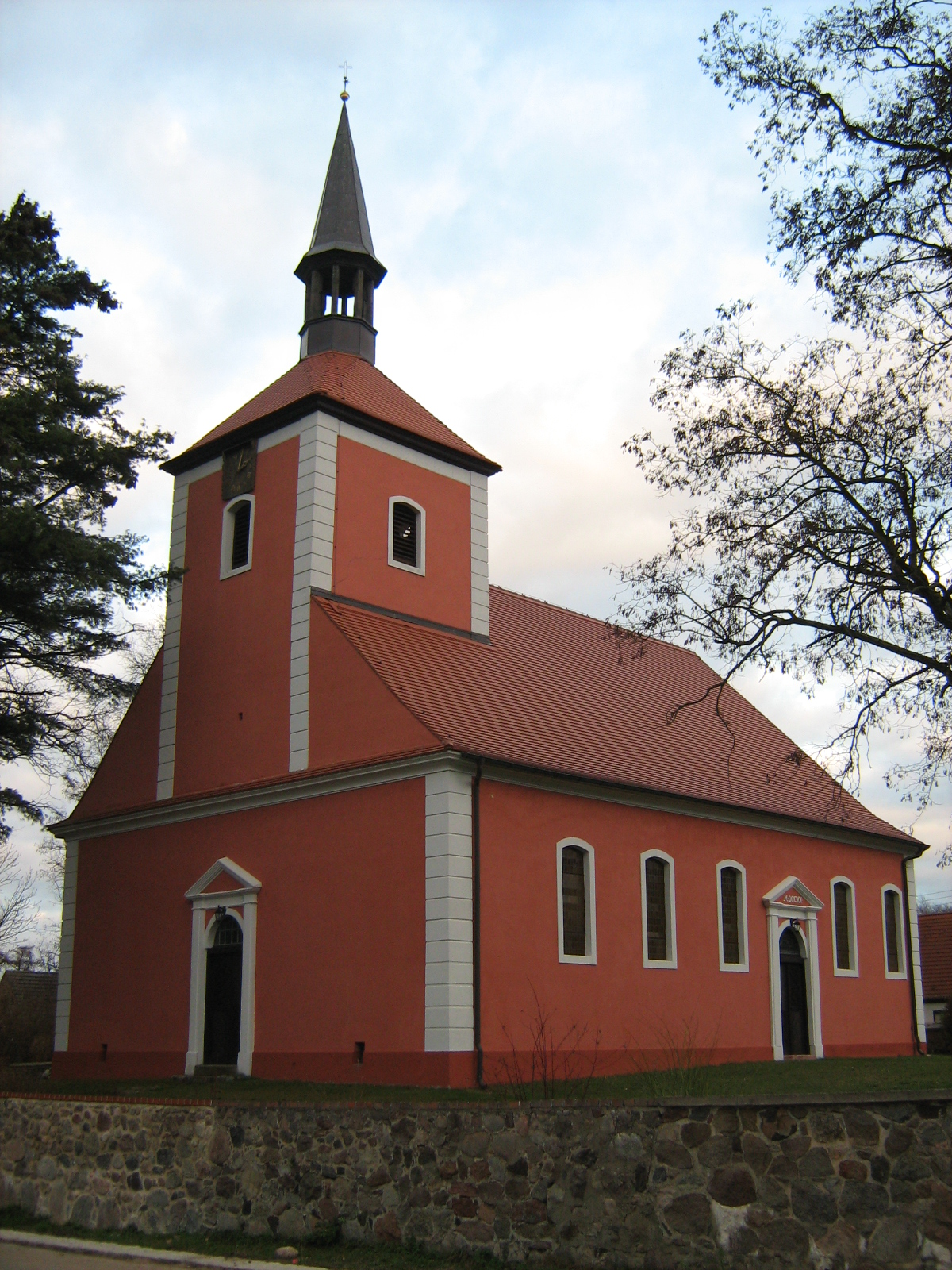
Ansicht von Südwesten

Das Bauwerk entstand im Wesentlichen aus Mauersteinen, die anschließend verputzt wurden. Der Chor ist nicht eingezogen und hat einen dreiseitigen Ostschluss. Die Ecken sind mit einem weißen Quaderputz versehen, an der Nordost- und Südostseite ist je ein gedrückt-segmentbogenförmiges Fenster, dessen Form durch eine Fasche nochmals betont werden.
Das Kirchenschiff hat einen rechteckigen Grundriss. An der Nordseite sind sechs, an der Südseite fünf ebenfalls gedrückt-segmentbogenförmige Fenster. An der Südseite ist zwischen dem dritten und vierten Joch ein säulengerahmtes Portal, das mit einem Mittelrisalit verziert wurde.
Der Hauptzugang erfolgt von Westen her. Auch hier wurden die Ecken mit einem Quaderputz versehen und das Portal trägt ebenfalls ein Mittelrisalit. Der darüberliegende Giebel ist durch ein Gesims optisch vom übrigen Baukörper getrennt. Er geht im Schiff an eine umlaufende Voute über. Oberhalb erstreckt sich der quadratische Westturm. Seine Ecken werden ebenfalls durch einen Quaderputz betont, die ebenfalls gedrückt-segmentbogenförmigen Klangarkaden an der Nord-, Süd- und Westseite sind mit Faschen betont. An der Ostseite ist ein hochgesetztes Ochsenauge. Der Turm schließt mit einem Pyramidendach ab, auf dem eine Laterne mit Turmkugel, Wetterfahne und Kreuz sitzt.

## Ausstattung

Taufengel

Die Kirchenausstattung stammt einheitlich aus der Bauzeit. Der hölzerne Kanzelaltar aus den Jahren 1722 bis 1724 ist mit der Empore sowie der Orgel verbunden und nimmt die gesamte Ostseite ein. Unterhalb des polygonalen Kanzelkorbes ist ein quadratisches Ölbild, das die Berufung des Propheten Jesaja zeigt. Im mittleren Brüstungsfeld ist ein weiteres Bild, das den Salvator mundi zeigt. Der Schalldeckel der Kanzel wird von zwei Engelfiguren getragen wird. Auf dem Gebälk sind zwei sitzende Putten angebracht, dazwischen eine ovale Wolkenglorie mit dem Gottesnamen JAHWE. An der Westseite ist eine weitere Empore, die dem Kirchenpatron vorbehalten war. Das mittige Brüstungsfeld zeigt den Patron Abraham von Steinkeller, die übrigen sind mit biblischen Sprüchen verziert. Am Aufgang hängen zwei Wappentafeln aus dem 17. Jahrhundert. Die hölzerne Fünte ist sechseckig.
Das Bauwerk trägt im Innern eine leicht gewölbte Holzdecke, die mit Ornamenten bemalt ist. Dort hängt ein rund 1,5 m großer Taufengel aus der ersten Hälfte des 18. Jahrhunderts. Seine Farbfassung wurde in den 1990er Jahren unsachgemäß übermalt und die Figur 2008 restauriert. Er stammt vermutlich aus einer Niederlausitzer Bildhauerwerkstatt; der Künstler ist nicht bekannt. Das Brandenburgische Landesamt für Denkmalpflege und Archäologische Landesmuseum (BLDAM) verweist auf eine Besonderheit, da der Taufengel die Taufschale mit einem Kranz mit nur einer Hand hält. Vergleichbare Engel sind in der Region selten, beispielsweise in der Dorfkirche Dollenchen. Auf dem Schriftband auf der Vorderseite der Text zu lesen: „Lasset die Kindlein zu mir kommen und wehret ihnen nicht“. Er wird durch „denn solcher ist das Reich Gottes“ auf der Rückseite des Schriftbandes ergänzt.
In den Jahren 1883 bis 1887 stiftete der damalige Kirchenpatron Ferdinand Möhring insgesamt 13 Bleiglasfenster. Die Arbeiten stammen vermutlich vom Künstler Paul Gerhard Heinersdorf; heute (Stand) 2020 sind sechs von ihnen erhalten. Sie zeigen (beginnend von der Nordwand rechts) Paulus, den Evangelisten Johannes, den Evangelisten Matthäus, die Propheten Jeremia und Daniel sowie den Evangelisten Markus. Über dem Südportal ist die Inschrift „Der Herr segne / und behüte dich“ zu lesen.
Die Orgel stammt von Wilhelm Sauer, der das Instrument im Jahr 1880 schuf. Es hat ein Manual und Pedal mit acht Registern. Seine Firma war es auch, die 2005 eine Restaurierung vornahm.
Im Turm stehen zwei Epitaphe aus Sandstein aus dem 17. Jahrhundert. Dort hängen weiterhin drei Glocken, die 1922 in Bochum gegossen wurden.